# Coffea commersoniana
Coffea commersoniana là một loài thực vật có hoa trong họ Thiến thảo. Loài này được (Baill.) A.Chev. mô tả khoa học đầu tiên năm 1938.